# Осман Хамди-бей

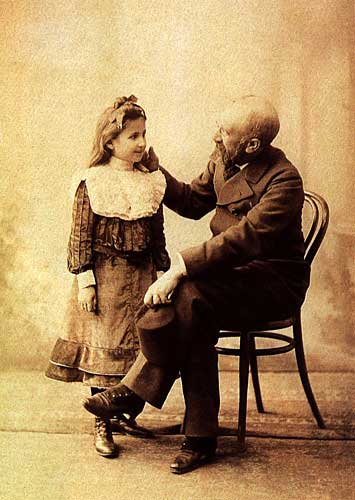
Осман Хамди Бей с дочерью Назлы

Осма́н Хамди́-бей (тур. Osman Hamdi; 30 декабря 1842[…], Стамбул — 24 февраля 1910[…], Kuruçeşme, Бешикташ) — османский живописец, известный археолог, а также основатель и директор Стамбульского археологического музея и Академии искусств в Стамбуле, известной теперь как Академия искусств имени Мимара Синана.

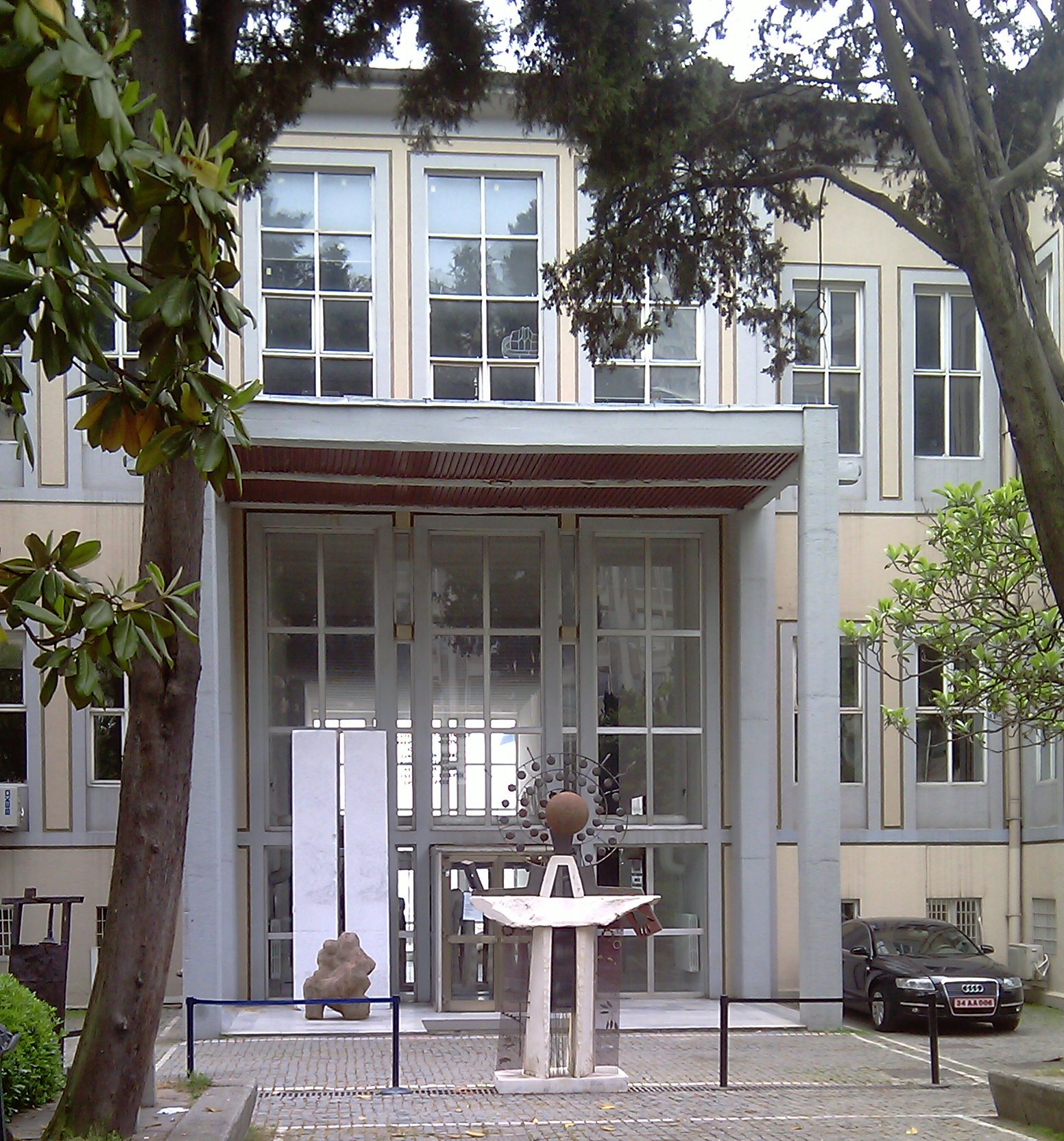
Академия изящных искусств в Стамбуле, которую основал Осман Хамди Бей

## Биография
Осман Хамди родился в знатной греческой семье. Отцом Османа Хамди-бея был великий визирь Ибрагим Эдхем-паша.
После начальной школы в Бешикташе, Осман Хамди начал изучать право сначала в Стамбуле, а затем в Париже. Но, заинтересовавшись живописью, оставил юриспруденцию и продолжил обучение изобразительному искусству. На протяжении 12 лет в Париже он учился в мастерских живописцев Жерома и Буланже. Писал картины, отображавшие реалии его современности. Осман Хамди женился на француженке, которая родила ему двух дочерей. В 1869 он с семьёй вернулся в Стамбул.
Самое знаменитое произведение Османа Хамди-Бея - «Дрессировщик черепах». 

## Галерея

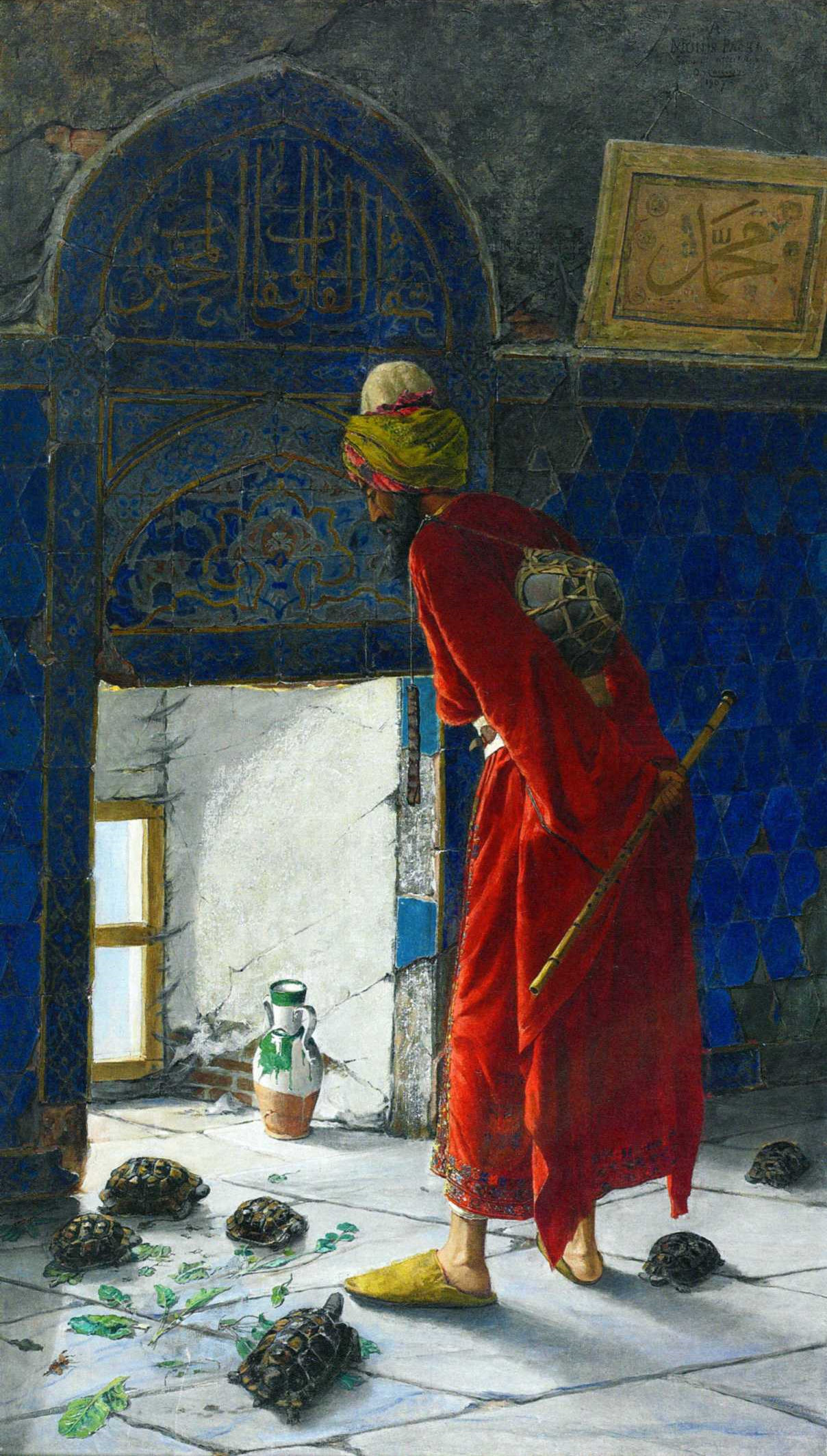
Дрессировщик черепах
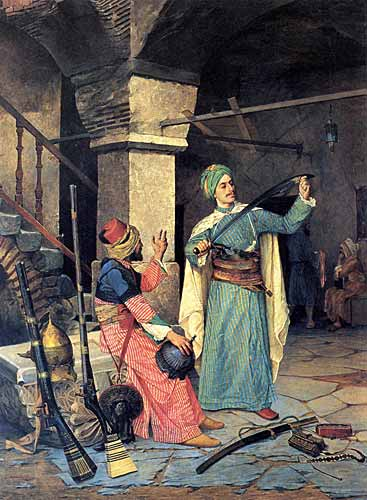
Торговец оружием (1908)
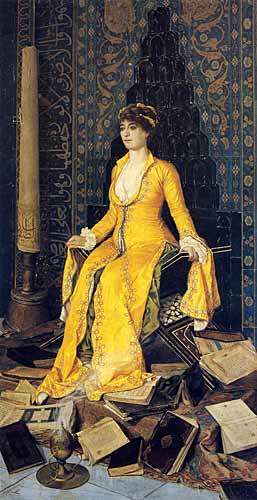
Михраб (1901)
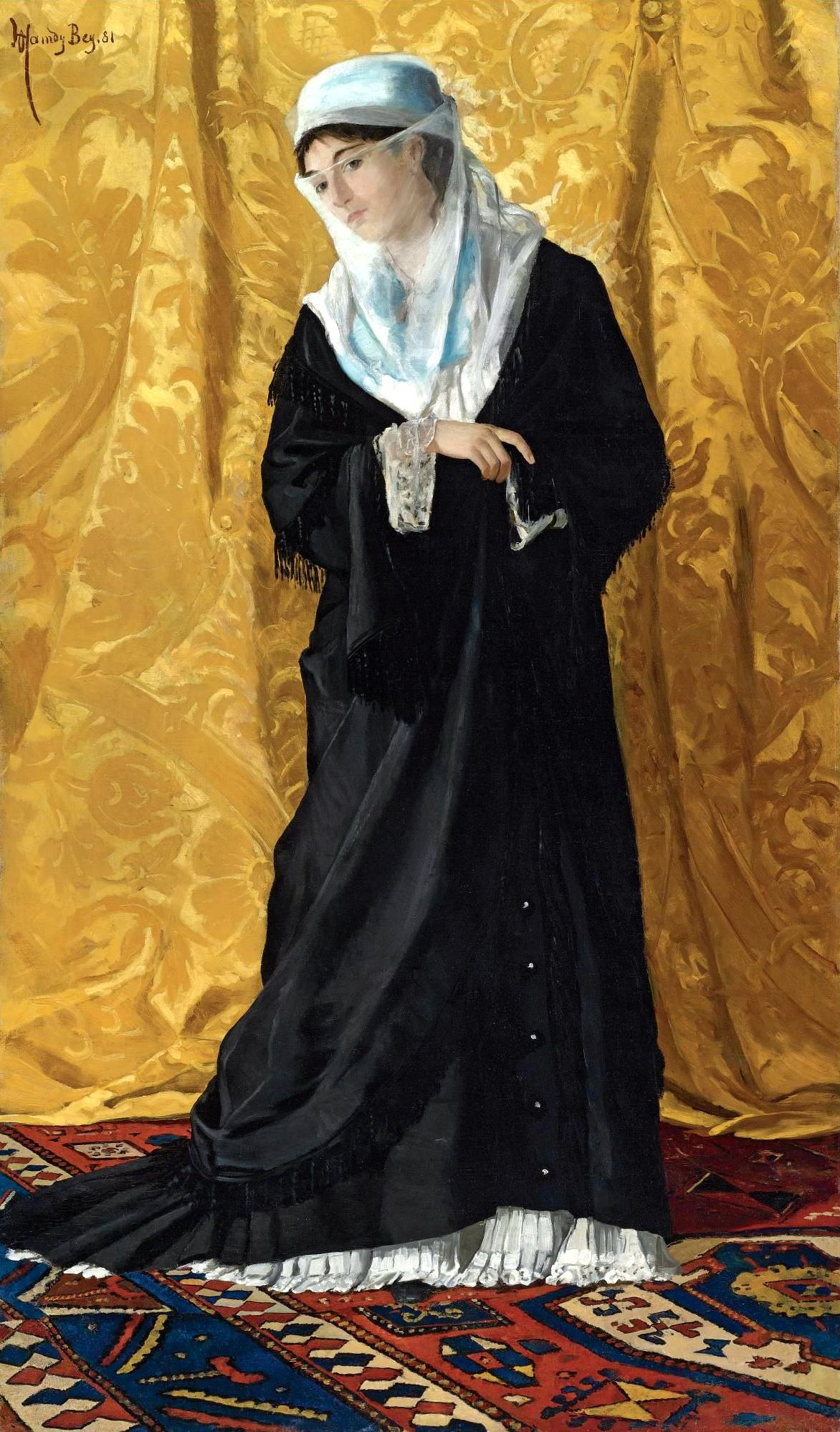
Женщина из  Константинополя
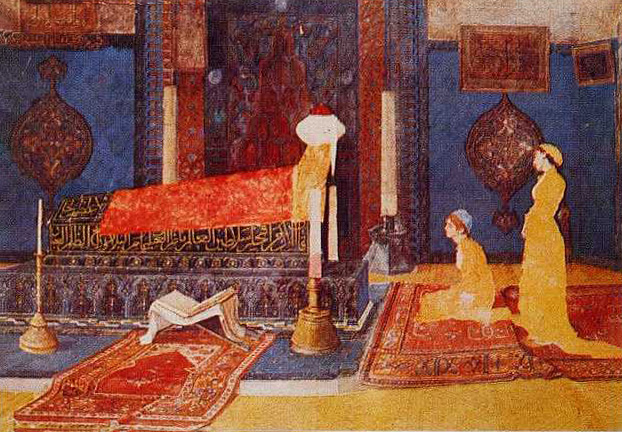
Посещение Храма
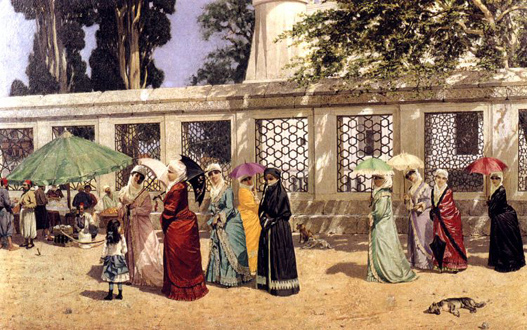
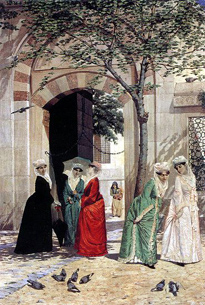
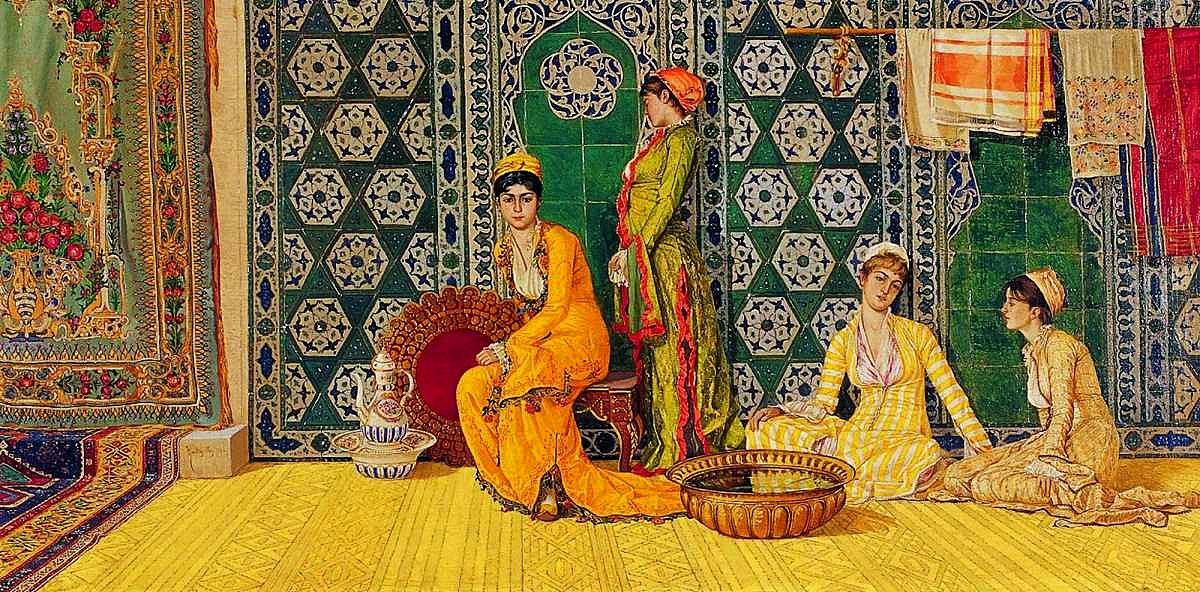
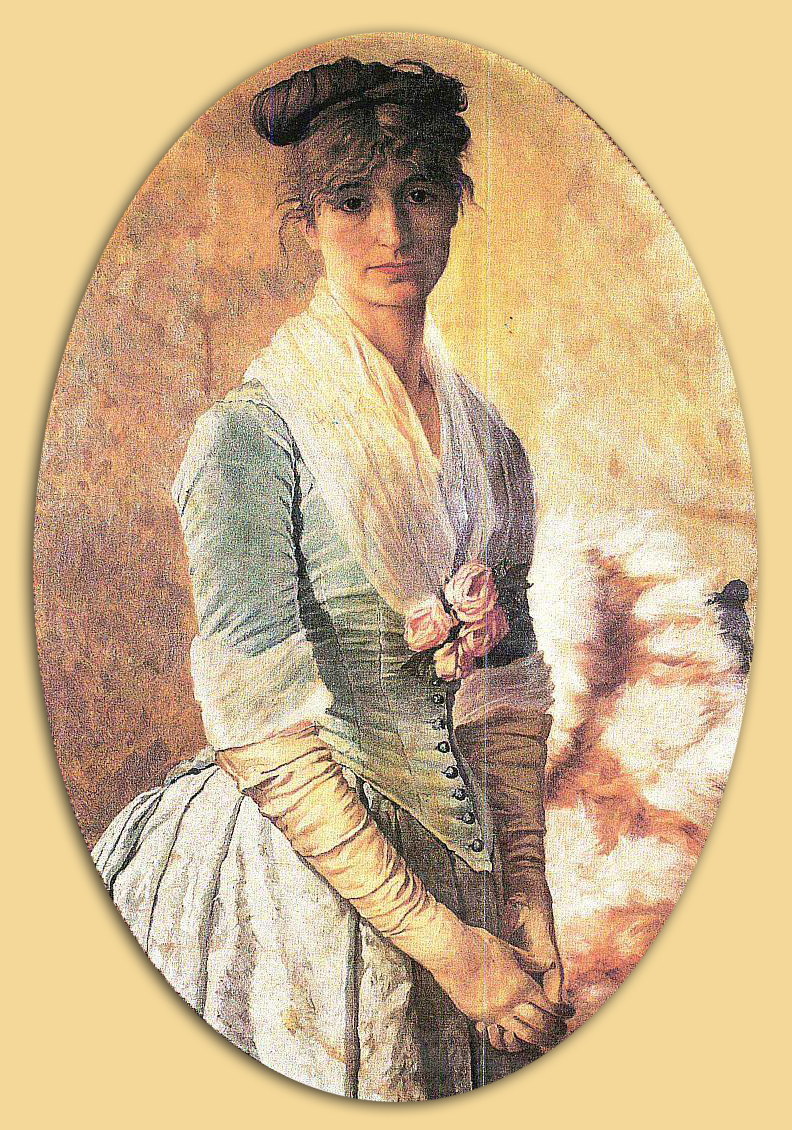
Портрет жены
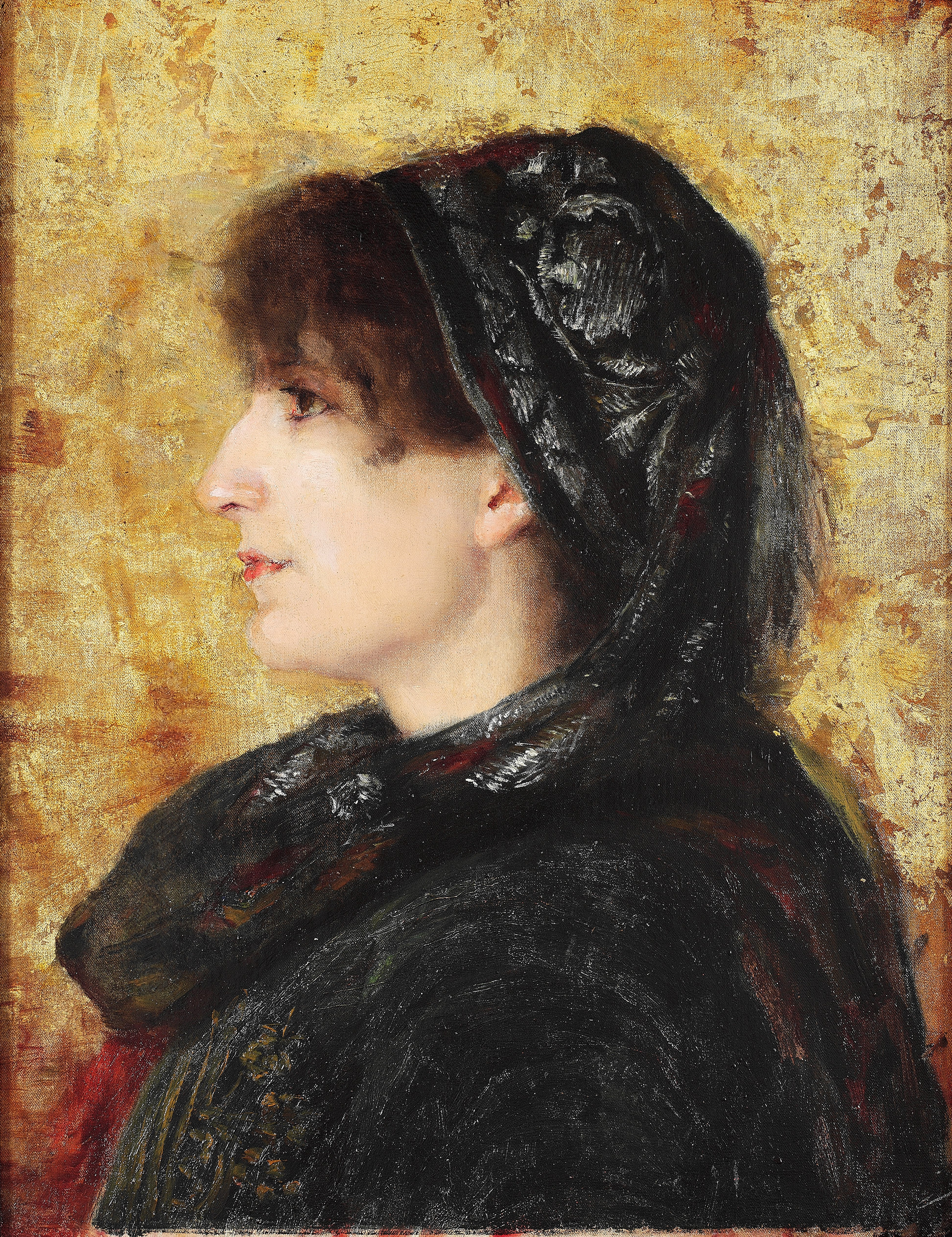
Наиля, жена художника
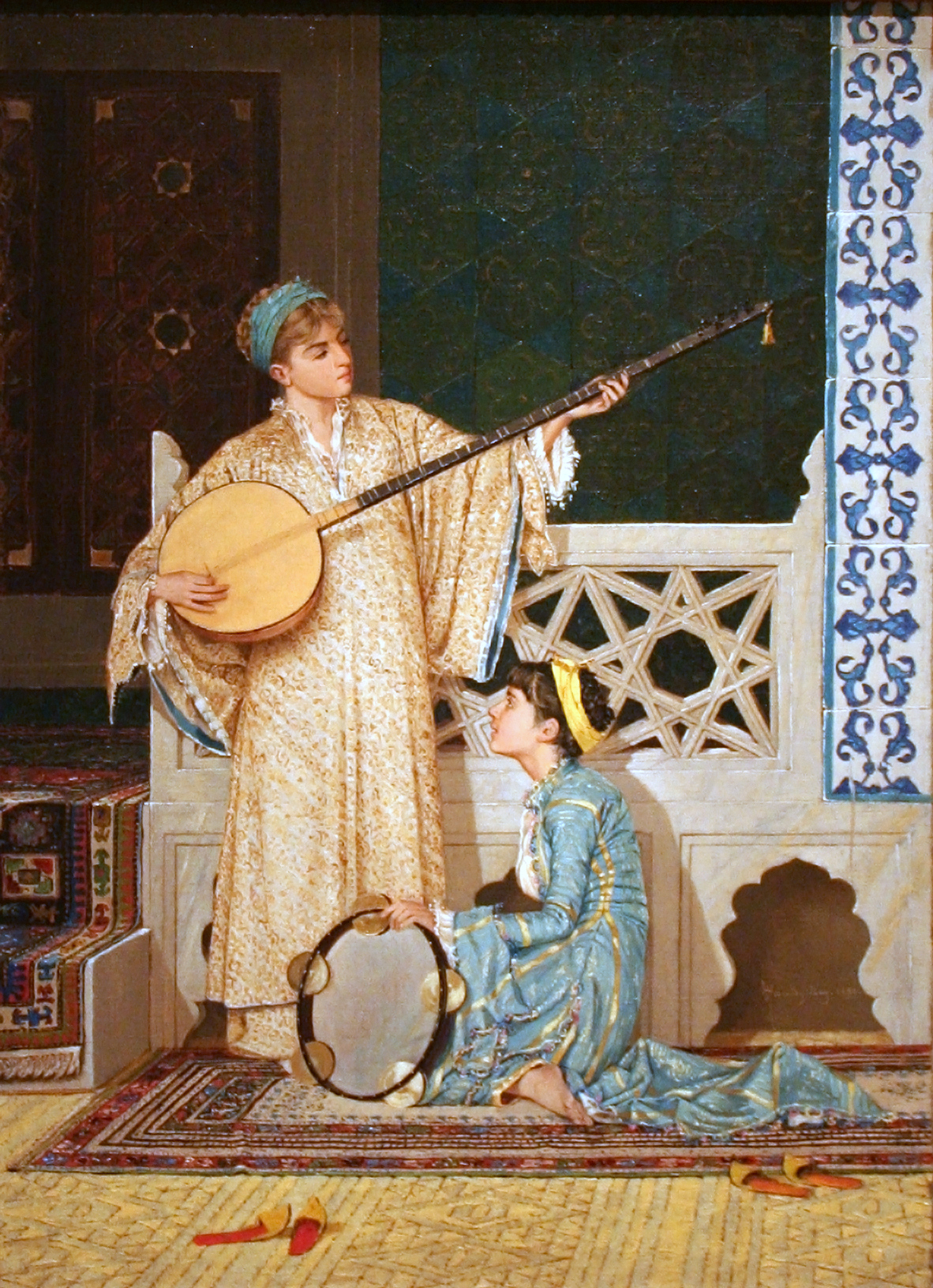
Две музицирующие девушки

Осман Хамди-бей на фоне саркофага в Стамбуле